# Стив Клоувс
Стив Клоувс (на английски: Steve Kloves) е американски сценарист, режисьор и продуцент.
Той е сценарист и режисьор на филма Невероятните Бейкър Бойс от 1989 г. и е известен главно с адаптираните си сценарии на романи, особено за всички филми от поредицата Хари Потър (с изключение на Хари Потър и Орденът на феникса) и Момчета-чудо, за който е номиниран за Оскар за най-добър адаптиран сценарий.

## Живот и кариера
Клоувс е роден в Остин, Тексас, но израства в Сънивейл, Калифорния, където завършва гимназия Фремонт. Посещава Калифорнийския университет в Лос Анджелис, но отпада, когато не е приет във филмовото училище през третата си година. Като неплатен стажант на холивудски агент, той привлича вниманието със сценария, който пише, наречен Swings. Това води до среща, на която той успешно представя Racing with the Moon (1984).
Първият му опит с професионалното писане на сценарии го кара да иска повече взаимодействие с актьорите, така че героите да останат верни на визията му. Клоувс пише Невероятните Бейкър Бойс и също така възнамерява това да бъде негов режисьорски дебют. След години опити за продажба на проекта в Холивуд, филмът най-накрая излиза на пазара и е пуснат през 1989 г. Филмът Невероятните Бейкър Бойс се представя сравнително добре и е аплодиран от критиката, но следващият проект на Клоувс като сценарист и режисьор на Плът на раздора през 1993 г. се представи зле в боксофиса. След това Клоувс спира да пише за три години.
Осъзнавайки, че трябва да се върне към писането, за да издържа семейството си, той започва да адаптира романа Момчета-чудо на Майкъл Шейбон в сценарий. На Клоувс е предложена възможността да режисира, но той отказа, предпочитайки да режисира само собствената си оригинална работа. Това е първият му опит да адаптира чужда творба във филм. Сценарият му е номиниран за Златен глобус и Оскар след излизането на филма през 2000 г.
Уорнър Брос изпраща на Клоувс списък с романи, които компанията обмисля да адаптира във филми. Списъкът включва първия роман за Хари Потър, който го заинтригува въпреки обичайното му безразличие към тези каталози. Той продължава да пише сценариите за първите четири филма от поредицата, но отказва да напише петия филм, заявявайки, че „четвъртият филм, Огненият бокал, беше наистина труден за правене. Писах върху него две години. Но не е толкова просто и не знам дали някога ще разбера напълно защо не го направих [петия филм]“. След като Майкъл Голдънбърг пише сценария за петия филм, Клоувс се връща към поредицата, за да напише шестата, седмата и осмата част.
През 2011 г. Кловс работи по филмовата адаптация на романа на Марк Хейдън The Curious Incident of the Dog in the Night-Time.
От 2016 г. Клоувс продуцира филмовата поредица Фантастични животни, явяваща се предистория на основната поредица за Хари Потър. Клоувс е съавтор на третата част с Дж. К. Роулинг.
Клоувс продуцира режисирания от Анди Съркис филм Mowgli: Legend of the Jungle, а дъщеря му Кали пише сценария.

## Филмография
| Година | Заглавие                                           | Режисьор | Сценарист | Продуцент |
| ------ | -------------------------------------------------- | -------- | --------- | --------- |
| 1984   | Racing with the Moon                               |          | Да        |           |
| 1989   | Невероятните Бейкър Бойс                           | Да       | Да        |           |
| 1993   | Плът на раздора                                    | Да       | Да        |           |
| 2000   | Момчета-чудо                                       |          | Да        |           |
| 2001   | Хари Потър и Философският камък                    |          | Да        |           |
| 2002   | Хари Потър и Стаята на тайните                     |          | Да        |           |
| 2004   | Хари Потър и Затворникът от Азкабан                |          | Да        |           |
| 2005   | Хари Потър и Огненият бокал                        |          | Да        |           |
| 2009   | Хари Потър и Нечистокръвния принц                  |          | Да        |           |
| 2010   | Хари Потър и Даровете на Смъртта: част 1           |          | Да        |           |
| 2011   | Хари Потър и Даровете на Смъртта: част 2           |          | Да        |           |
| 2012   | Невероятният Спайдър-Мен                           |          | Да        |           |
| 2016   | Фантастични животни и къде да ги намерим           |          |           | Да        |
| 2018   | Фантастични животни: Престъпленията на Гринделвалд |          |           | Да        |
| 2018   | Mowgli: Legend of the Jungle                       |          |           | Да        |
| 2022   | Фантастични животни: Тайните на Дъмбълдор          |          | Да        | Да        |

Други кредити
| Година | Заглавие                    | Кредит                 |
| ------ | --------------------------- | ---------------------- |
| 2009   | Фантастичният господин Фокс | Специални благодарност |
| 2018   | Алфа                        | Специални благодарност |